# Fårbrevet

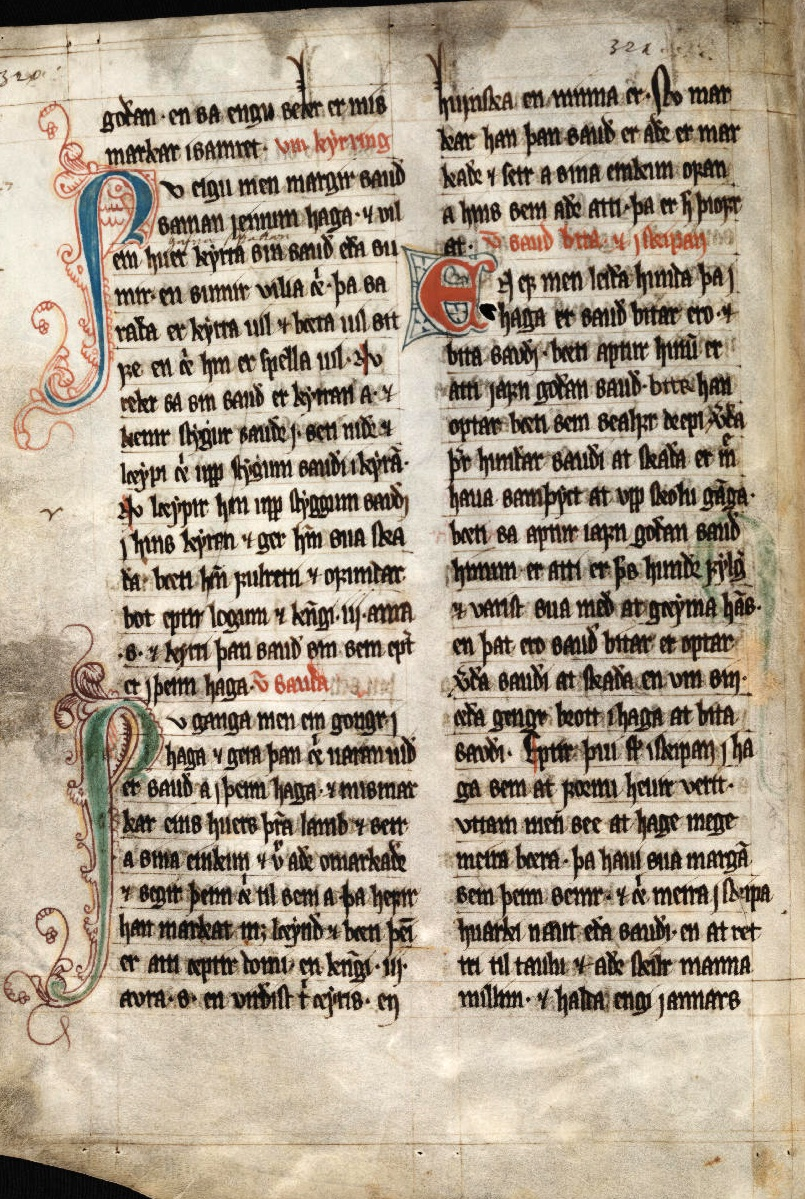
En sida ur brevet

Fårbrevet (färöiska: Seyðabrævið) är Färöarnas äldsta dokument och skrevs 24 juli 1298. Som namnet antyder handlar dokumentet om lantbruksbestämmelser på Färöarna. Brevet skrevs på fornnordiska.
Fårbrevet är ett supplement till den något yngre norska gulatingslov (landslov) av Magnus Lagaböter från 1274. Idag existerar det två kopior av brevet, en finns i nationalarkivet i Tórshavn och den andra på Universitetsbiblioteket i Lund i Sverige. Utöver Fårbrevet beskrivs en hel del som har att göra med medeltidens betalningssystem. Många av Fårbrevets bestämmelser finns än idag i landet. I motsats till Färöingasagan (Island) är Fårbrevet skrivet på Färöarna och beskriver bättre dåtidens färöiska samfund. Dessutom ser man i brevet att det gammalfäröiska språket redan där skiljer sig lite ifrån fornnordiskan.